# 岳坝镇
岳坝镇是中国陕西省汉中市佛坪县下辖的一个镇，位于县城西部，面积388.8平方千米，总人口1693人。
岳垻地处汉中山区，森林茂密，出产猪苓、杜仲、木瓜、山茱萸、天麻、厚卜、银杏、板栗、核桃等果品和药材。山中栖息着多种珍稀动物，如金丝猴、云豹、羚牛、金雕、朱鹮、大熊猫、大鲵、雪雉等。

## 行政区划
岳坝乡下辖以下行政区：
岳坝村、草林村、龙谭村、大古坪村、庙坝村等。

## 旅游资源
岳坝镇有多条旅游线路，如秦岭观光、动植物观赏、科考探险和“农家乐”。主要景点有花房子、大城壕黑龙潭等。

## 特产
- 蜂蜜
- 细辛焖土鸡
- 蜡肉炒粉皮